# Opisthoxia amabilaria
Opisthoxia amabilaria là một loài bướm đêm trong họ Geometridae.